# Kanton Saint-Mihiel
Kanton Saint-Mihiel (fr. Canton de Saint-Mihiel) je francouzský kanton v departementu Meuse v regionu Grand Est. Tvoří ho 34 obcí. Před reformou kantonů 2014 ho tvořilo 20 obcí.

## Obce kantonu
od roku 2015:
| - Apremont-la-Forêt - Beney-en-Woëvre - Bislée - Bouconville-sur-Madt - Broussey-Raulecourt - Buxières-sous-les-Côtes - Chaillon - Chauvoncourt - Dompierre-aux-Bois - Han-sur-Meuse - Heudicourt-sous-les-Côtes - Jonville-en-Woëvre - Lachaussée - Lacroix-sur-Meuse - Lahayville - Lamorville - Loupmont | - Maizey - Montsec - Nonsard-Lamarche - Les Paroches - Rambucourt - Ranzières - Richecourt - Rouvrois-sur-Meuse - Saint-Maurice-sous-les-Côtes - Saint-Mihiel - Seuzey - Troyon - Valbois - Varnéville - Vaux-lès-Palameix - Vigneulles-lès-Hattonchâtel - Xivray-et-Marvoisin |

před rokem 2015:
- Apremont-la-Forêt
- Bislée
- Bouconville-sur-Madt
- Broussey-Raulecourt
- Chauvoncourt
- Han-sur-Meuse
- Lacroix-sur-Meuse
- Lahayville
- Loupmont
- Maizey
- Montsec
- Les Paroches
- Rambucourt
- Ranzières
- Richecourt
- Rouvrois-sur-Meuse
- Saint-Mihiel
- Troyon
- Varnéville
- Xivray-et-Marvoisin